# 薄躄鱼属
薄躄鱼属（学名：Histiophryne）是躄鱼科的一个属，其下的鱼类分布于台湾到南澳大利亚的海域。该属鱼类与其他躄鱼科最大的不同在于它们的吻触手不明显、甚至完全消失。它们的第二和第三个背鳍也已经退化成背部隆块。但后面的背鳍一直延伸到尾部。

## 下属物种
该属共有五个种：
- 鮑氏薄躄魚 Histiophryne bougainvilli (Valenciennes, 1837)
- 隱棘薄躄魚 Histiophryne cryptacanthus (M. C. W. Weber, 1913)
- 烏身薄躄魚 Histiophryne maggiewalker R. J. Arnold & Pietsch, 2011[4]
- Histiophryne narungga Arnold & Pietsch, 2018[5]
- 夜遊薄躄魚 Histiophryne pogonius R. J. Arnold, 2012[3]
- 迷幻躄鱼 Histiophryne psychedelica Pietsch, R. J. Arnold & D. J. Hall, 2009